# 대한민국 형법 제366조
대한민국 형법 제366조는 재물손괴등에 대한 형법각칙의 조문이다.

## 조문
제366조(재물손괴등) 타인의 재물, 문서 또는 전자기록등 특수매체기록을 손괴 또는 은닉 기타 방법으로 기 효용을 해한 자는 3년이하의 징역 또는 700만원 이하의 벌금에 처한다.

第366條(財物損壞등) 他人의 財物, 文書 또는 電磁記錄등 特殊媒體記錄을 損壞 또는 隱匿 其他 方法으로 其 效用을 害한 者는 3年以下의 懲役 또는 700萬원 以下의 罰金에 處한다. <改正 1995.12.29>

## 참조 조문
제346조(동력) 본 장의 죄에 있어서 관리할 수 있는 동력은 재물로 간주한다.

폭력행위 등 처벌에 관한 법률 제2조(폭행 등) ② 2명 이상이 공동하여 다음 각 호의 죄를 범한 사람은 「형법」 각 해당 조항에서 정한 형의 2분의 1까지 가중한다. <개정 2016. 1. 6.>
1. 「형법」 제260조제1항(폭행), 제283조제1항(협박), 제319조(주거침입, 퇴거불응) 또는 제366조(재물손괴 등)의 죄

## 사례
- 목욕하는 선녀 중 가장 마음에 드는 선녀의 날개옷을 몰래 숨긴 나무꾼은 재물은닉죄를 범하였다[1]

## 판례
- 재물손괴죄는 타인의 소유물에 대한 효용의 전부 또는 일부를 침해하겠다는 인식을 가지고 물건의 전부 또는 일부에 대하여 유형력을 행사함으로써 그 원래의 용도에 따른 효용을 멸실시키거나 감손시킬 때 성립한다[2]

### 재물손괴죄의 객체
- 재건축사업으로 철거예정이고 그 입주자들이 모두 이사하여 아무도 거주하지 않은 채 비어 있는 아파트라 하더라도, 그 객관적 성상이 본래 사용목적인 주거용으로 쓰일 수 없는 상태라거나 재물로서의 이용가치나 효용이 없는 물건이라고도 할 수 없어 재물손괴죄의 객체가 된다[3].
- 음식점의 상호입간판이 무단으로 도로변에 설치한 불법광고물이더라도 손괴죄의 객체가 될 수 있다[4].
- 경락받은 공장건물을 개조하면서 그 공장에 시설된 피해자 소유의 자재에 관하여 철거최고 등 적법한 조치를 취함이 없이 이를 일방적으로 철거하게 하여 손괴하였다면 재물손괴죄가 성립한다[5].
- 작성명의인의 표시가 없고 계산수식만 기재되어 있으나 내용, 형식, 필적 등을 종합하면 그 작성명의인을 쉽게 알 수 있을 뿐 아니라 계산수식만으로도 그 내용을 객관적으로 이해하기 충분한 계산서는 문서에 해당된다[6].
- 기존 장부의 기재를 새로운 장부로 이기하는 과정에서 누계 등을 잘못 기재한 부분을 찢어버리고 계속하여 종전 장부의 기재내용을 모두 이기하였다면 찢어버린 부분 그 자체가 손괴죄의 객체가 되는 재물이라고 볼 수 없다[7].
- 비록 자기명의의 문서라 할지라도 이미 타인[8].에 접수되어 있는 문서에 대하여 함부로 이를 무효화시켜 그 용도에 사용하지 못하게 하였다면 일응 형법상의 문서손괴죄를 구성한다[9].
- 약속어음의 발행인이 소지인에게 어음의 액면과 지급기일을 개서하여 주겠다고 하여 돌려받은 어음의 수취인란에 타인의 이름을 추가로 기입하여 위 어음배서의 연속성을 상실하게 한 경우에는 문서손괴죄에 해당한다[10].
- 문서손괴죄의 객체는 타인소유의 문서이며 피고인 자신의 점유하에 있는 문서라 할지라도 타인소유인 이상 이를 손괴하는 행위는 문서손괴죄에 해당한다[11].
- 확인서가 소유자의 의사에 반하여 손괴된 것이라면 그 확인서가 피고인 명의로 작성된 것이고 또 그것이 진실에 반하는 허위내용을 기재한 것이라 하더라도 문서손괴의 죄책을 면할 수 없다[12].
- 약속어음의 수취인이 차용금의 지급담보를 위하여 은행에 보관시킨 약속어음을 은행지점장이 발행인의 부탁을 받고 그 지급기일란의 일자를 지운 경우에는 문서손괴죄가 성립한다[13].
- 판결에 의하여 명도받은 토지의 경계에 설치해 놓은 철조망과 경고판을 치워 버림으로써 울타리로서의 역할을 해한 때에는 재물손괴죄가 성립한다[14].
- 타인 소유의 토지에 사용수익의 권한없이 농작물을 경작한 경우에 그 농작물의 소유권은 경작한 사람에게 귀속된다[15].
- 남의 땅에 권한없이 경작 재배한 농작물의 소유권은 그 경작자에게 있고 길이 4,5 센티미터에 불과한 모자리도 농작물에 해당한다[16].

### 재물손괴죄에서 효용을 해하는 경우
- 재물손괴죄는 타인의 소유물에 대한 효용의 전부 또는 일부를 침해하겠다는 인식을 가지고 물건의 전부 또는 일부에 대하여 유형력을 행사함으로써 그 원래의 용도에 따른 효용을 멸실시키거나 감손시킬 때 성립한다[17].
- 재물손괴죄에 있어서의 효용을 해한다고 함은 물건을 본래의 사용목적에 공할 수 없게 하는 상태로 만드는 것은 물론 일시 그것을 이용할 수 없는 상태로 만드는 것도 역시 효용을 해하는 것에 해당한다[18].
- 회사의 경리사무 처리상 필요 불가결한 매출계산서, 매출명세서 등의 반환거부함으로써 그 문서들을 일시적으로 그와 같은 용도에 사용할 수 없게 하는 것도 그 문서의 효용을 해한 경우에 해당한다[19].
- 우물에 연결하고 땅속에 묻어서 수도관적 역할을 하고 있는 고무호스 중 약 1.5미터를 발굴하여 우물가에 제쳐놓음으로써 물이 통하지 못하게 한 행위는 재물손괴죄에 해당한다[20].
- 형법 제366조 소정의 재물손괴죄는 타인의 재물을 손괴 또는 은닉하거나 기타의 방법으로 그 효용을 해하는 경우에 성립하는 바, 여기에서 재물의 효용을 해한다고 함은 사실상으로나 감정상으로 그 재물을 본래의 사용목적에 공할 수 없게 하는 상태로 만드는 것을 말하며, 일시적으로 그 재물을 이용할 수 없는 상태로 만드는 것도 여기에 포함 건조물의 벽면에 낙서를 하거나 게시물을 부착하는 행위 또는 오물을 투척하는 행위 등이 그 건조물의 효용을 해하는 것에 해당하는지 여부는, 당해 건조물의 용도와 기능, 그 행위가 건조물의 채광·통풍·조망 등에 미치는 영향과 건조물의 미관을 해치는 정도, 건조물 이용자들이 느끼는 불쾌감이나 저항감, 원상회복의 난이도와 거기에 드는 비용, 그 행위의 목적과 시간적 계속성, 행위 당시의 상황 등 제반 사정을 종합하여 사회통념에 따라 판단[21].

### 재물손괴의 범의
- 재물손괴의 범의를 인정함에 있어서는 소유자의 의사에 반하여 재물의 효용을 상실케 하는 데 대한 인식이 있으면 된다[22].
- 타인 소유의 광고용 간판을 백색페인트로 도색하여 광고문안을 지워버린 행위는 재물손괴죄를 구성한다[23].
- 임차인이 가재도구를 그대로 둔 채 시골로 내려가 버린 사이에 임대인의 母가 임차인의 승낙없이 가재도구를 옥상에 옮겨놓고 비닐장판 등을 덮어씌워 비가 스며들지 않게 하고 다른 사람이 열지 못하도록 종이를 바르는 등 조치를 취하였다면 그 무렵 내린 비로 침수되었다 하더라도 손괴의 범의가 있다고 보기 어렵다[24].
- 공중전화기가 고장난 것으로 생각하고 파출소에 신고하기 위하여 전화선 코드를 빼고 이를 떼어낸 것이라면 손괴의 범의가 있었다고 볼 수 없다[25].

### 재물은닉죄
- 재물의 점유가 행위자에게 이전될 것을 요하는 것은 아니므로 피해자가 점유하는 장소 안에 숨겨두었더라도 이를 찾지 못하게 하는 것은 은닉에 해당한다. 비록 행위자가 재물을 점유하고 있다는 사실을 피해자가 알고 있더라도 피해자가 이를 발견할 수 없으면 재물은닉죄에 해당한다[26]

### 효용을 해하는 것의 의미
- 형법 제366조 소정의 재물손괴죄는 타인의 재물을 손괴, 은닉, 기타의 방법으로 그 효용을 해하는 경우에 성립하는 것으로서, 여기에서 말하는 효용을 해한다고 함은 그 물건의 본래의 사용목적에 공할 수 없게 하는 상태로 만드는 것은 물론 일시 그것을 이용할 수 없는 상태로 만드는 것도 역시 효용을 해하는 것에 해당한다[27]

## 외국판례
- 경찰이 위법한 조사로 작성된 공술녹취서도 본조에서 말하는 문서에 해당한다.[28]
- 고의적으로 차량타이어의 공기를 뺴내 버리는 행위는 차량의 손괴행위가 될 수 있다.[29]
- 배전반상자의 실체를 해치지 않거나 그의 효용을 해치지 않고서 독일연방우체국의 배전반상자에 광고지를 부착한 행위는 재물손괴행위가 아니다.[30]

## 참고 문헌
- 김재윤(학원인), 손동권 저, 새로운 형법각론, 율곡출판사, 2013. ISBN 9788997428342

## 같이 보기
- 손괴죄